# Karang Cempaka
Karang Cempaka is een bestuurslaag in het regentschap Sumenep van de provincie Oost-Java, Indonesië. Karang Cempaka telt 1471 inwoners (volkstelling 2010).